# Mike McFarlane
Michael Anthony McFarlane, detto Mike (Hackney, 2 maggio 1960 – 6 giugno 2023), è stato un velocista britannico.
In carriera è stato medaglia d'argento nella staffetta 4×100 metri ai Giochi olimpici di Seul 1988 e campione europeo indoor dei 60 metri piani a Il Pireo 1985.

## Palmarès
| Anno                                | Manifestazione          | Sede         | Evento      | Risultato        | Prestazione | Note |
| ----------------------------------- | ----------------------- | ------------ | ----------- | ---------------- | ----------- | ---- |
| In rappresentanza del Regno Unito   |                         |              |             |                  |             |      |
| 1979                                | Europei juniores        | Bydgoszcz    | 100 m piani | Bronzo           | 10"43       |      |
| 1979                                | Europei juniores        | Bydgoszcz    | 200 m piani | Oro              | 20"89       |      |
| 1979                                | Europei juniores        | Bydgoszcz    | 4×100 m     | Argento          | 40"06       |      |
| 1980                                | Giochi olimpici         | Mosca        | 200 m piani | Quarti di finale | 21"33       |      |
| 1980                                | Giochi olimpici         | Mosca        | 4×100 m     | 4º               | 38"62       |      |
| 1983                                | Mondiali                | Helsinki     | 4×100 m     | Semifinale       | 39"39       |      |
| 1984                                | Giochi olimpici         | Los Angeles  | 100 m piani | 5º               | 10"27       |      |
| 1984                                | Giochi olimpici         | Los Angeles  | 4×100 m     | 7º               | 39"13       |      |
| 1985                                | Europei indoor          | Il Pireo     | 60 m piani  | Oro              | 6"61        |      |
| 1986                                | Europei                 | Stoccarda    | 100 m piani | 6º               | 10"29       |      |
| 1986                                | Europei                 | Stoccarda    | 4×100 m     | Bronzo           | 38"71       |      |
| 1987                                | Mondiali indoor         | Indianapolis | 60 m piani  | Batteria         | 6"76        |      |
| 1987                                | Mondiali                | Roma         | 100 m piani | Semifinale       | 10"38       |      |
| 1987                                | Mondiali                | Roma         | 4×100 m     | Batteria         | dq          |      |
| 1988                                | Giochi olimpici         | Seul         | 4×100 m     | Argento          | 38"28       |      |
| 1989                                | Mondiali indoor         | Budapest     | 60 m piani  | Batteria         | 6"76        |      |
| In rappresentanza dell' Inghilterra |                         |              |             |                  |             |      |
| 1982                                | Giochi del Commonwealth | Brisbane     | 200 m piani | Oro              | 20"43       |      |
| 1986                                | Giochi del Commonwealth | Edimburgo    | 100 m piani | Bronzo           | 10"35       |      |
| 1986                                | Giochi del Commonwealth | Edimburgo    | 4×100 m     | Argento          | 39"19       |      |